# Powiat brzeski (województwo poleskie)
Powiat brzeski – powiat województwa poleskiego II Rzeczypospolitej. Jego siedzibą było miasto Brześć nad Bugiem. W skład powiatu wchodziło 22 gminy wiejskie, 1 miasto i 2 miasteczka.
12 grudnia 1920 r. pod Zarządem Terenów Przyfrontowych i Etapowych z powiatu wyłączono gminy: Połowce, Wierzchowiec, Dmitrowicze i Dworce do nowo utworzonego powiatu białowieskiego.

## Demografia
W grudniu 1919 roku powiat brzeski okręgu brzeskiego ZCZW zamieszkiwały 81 497 osoby. Na jego terytorium znajdowało się 491 miejscowości, z których 4 miały 1–5 tys. mieszkańców i jedna powyżej 5 tys. mieszkańców. Był nią Brześć Litewski z 14 005 mieszkańcami.
Wyniki spisu powszechnego z 1921 r.:
- miejscowości: 748, w tym 3 miasta i miasteczka powyżej 2 000 mieszkańców, 6 mniejszych miasteczek oraz 57 miejscowości zniszczonych, względnie niezamieszkanych po I wojnie światowej i wojnie polsko-bolszewickiej
- budynki: 16 817 przeznaczonych na mieszkanie, 717 innych – zamieszkałych
- ludność: 116 773, w tym 56 048 mężczyzn i 60 725 kobiet
- wyznania: prawosławni – 73 266, wyznanie mojżeszowe – 23 840, rzymscy katolicy – 17 465, inne chrześcijańskie – 36 (w tym grekokatolicy – 29, anabaptyści – 5, staroobrzędowcy – 2, inne niechrześcijańskie – 16 (w tym muzułmanie – 11, bezwyznaniowcy – 5)
- narodowość: białoruska – 54 717, polska – 36 384, żydowska – 21 235, rusińska[b] – 2 744, narodowość tutejsza, miejscowa, poleszucka i ruska – 345, niemiecka – 27, inna narodowość – 1 321 (w tym Rosjanie – 1 235, Litwini – 45, Łotysze – 14, Czesi – 10, Finowie – 5, Tatarzy – 4 oraz Amerykanin, Bułgar, Chińczyk, Duńczyk, Francuz, Grek, Ormianin, Włoch)[3].

## Oświata
W powiecie brzeskim okręgu brzeskiego ZCZW, w roku szkolnym 1919/1920 działały 63 szkoły powszechne, 4 szkoły średnie i 10 szkół zawodowych. Ogółem uczyło się w nich 4141 dzieci i pracowało 136 nauczycieli.

## Starostowie
- Jan Sienkiewicz (1920-)[5]
- Konstanty Kossobucki (31 stycznia 1924 – )[6]
- Franciszek Baran (1929)[7]
- Andrzej Hałaciński (1929–)[8]
- Adam Chitry (1932–)[9][10]
- Franciszek Czernik (1937)[11]
- Zygmunt Szacherski (od początku 1938)[12]

## Podział administracyjny

### Gminy
- Dmitrowicze
- Domaczewo (pocz. gmina Domaczów)
- Dworce (do 1928)[13]
- Kamienica Żyrowiecka (pocz. gmina Kamienica Żyrowicka)
- Kamieniec Litewski
- Kosicze
- Łyszczyce (do 1928)
- Małoryta[14]
- Miedna
- Motykały
- Ołtusz
- Połowce (do 1928)
- Przyborowo (do 1928)
- Radwanicze (do 1928)
- Ratajczyce
- Turna
- Wielkoryta[15]
- Wierzchowice
- Wojska (do 1928)
- Wołczyn
- Wysokie Litewskie
- Życin (do 1928)

### Miasta
- Brześć nad Bugiem
- Kamieniec Litewski
- Wysokie Litewskie

## Dalsze losy
W latach 1939–1941 powiat pod okupacją sowiecką, od 1941 do 1944 – niemiecką. W 1945 prawie w całości wszedł w skład Białorusi (poza częściami gmin: Połowce, Wołczyn i Wysokie Litewskie).